# عبد اللطيف التلباني
عبد اللطيف عبد الله التلباني (1 يونيو 1936 - 10 يوليو 1936) هو ممثل ومغني مصري.

## حياته ونشأته
ولد في قرية العزيزية -مركز منيا القمح- بمحافظه الشرقية في 1 يونيو 1936م، وتوفي في 10 يوليو 1989 م، في القاهرة.،. وأنهى دراسته الإبتدائية بمدرسة منيا القمح – وبعد حصوله على التوجيهية انتقل إلى الإسكندرية، والتحق بكلية الآداب التي كانت تشغل مبنى في الشاطبي على البحر – مكانه الآن مبنى جامعة الإسكندرية.
واشترك في حفلات والتمثيل فيها والغناء، وكانت الفرق تسمى بالأسر، أسرة كلية الآداب، وأسرة كلية الحقوق.. إلخ. وكان يشرف على النشاط الموسيقي والغنائي في أسرة كلية الآداب الموسيقي الدارس: محمد المصري.
وبدأ عبد اللطيف التعرف على عالم الغناء والموسيقى في الإسكندرية وأصبح معروفاً في حي «باب سدرة» المليء بمقاهي الفنانين ومحلات متعهدي الغناء والموسيقى، وموردي العوالم للأفراح والكازينوهات، وتعرف على عازف الكمان والملحن «سالم نصر الدين»، فتوسط له لدى جدته التي تمتلك بيتاً في شارع «الحماسة» المتفرع من شارع يوسف الحكيم المشهور باسم شارع (12)، وهو من أهم شوارع كرموز وقريباً جداً من حي جبل ناعسة.
وبعد الانتهاء من الدراسة الجامعية التحق بالجيش مجنداً بالقوات البحرية، وكانت خدمته في مدينة الإسكندرية التي عشقها وصار واحداً من أبنائها.

## مسيرته
وفي 6 يونيو 1957 انتقلت إذاعة الإسكندرية إلى حي باكوس، وشغلت القصر الخاص بدائرة الأمير عمر طوسون (المصادر من حكومة الثورة) فأعلنت الإذاعة عن امتحان لاختيار الأصوات الجيدة والجديدة فتقدم عبد اللطيف التلباني – مع من تقدم – وكانت لجنة الاختيار برئاسة رئيس الإذاعة ومؤسسها: حافظ عبد الوهاب وعضوية عبد الحميد الحديدي والشاعر الإذاعي أحمد خميس، ووافقت اللجنة على اعتماده مطرباً في الإذاعة، ونال اهتمام مدير الإذاعة حافظ عبد الوهاب، وأعطاه الرعاية والاهتمام التي سبق أن أعطاهما لبلدياته ابن محافظة الشرقية – مثله – عبد الحليم حافظ.
وكانت أول أغنية له: «خليني على بالك» من تأليف محمد مكيوي وألحان محمد غنيم، وانتشر اسم عبد اللطيف التلباني في الإسكندرية، واتصل بالملحن الكبير محمد المصري. الذي سبق أن تعامل معه من خلال أسرة كلية الآداب. وكان التلباني يزوره في بيته بشارع الإسكندراني كل يوم تقريباً ليعلمه العزف على العود ومعرفة المقامات الموسيقية. ولحن له أغنيات كثيرة منها «بلاش على الماضي نتكلم» من كلمات محمود الأمبابي.
وترك حجرته في شارع الحماسة، وسكن شقة بحي كامب شيزار مع ابن خالته مصطفى عبد العظيم الذي كان يهوى الغناء مثله، لكنه لم يستمر، وابتعد عن الساحة بعد سنوات قليلة.
وغنى التلباني في إذاعة الإسكندرية أغنية «جمال الدنيا» كلمات علي حسن حمودة وتلحين محمد أبو سمارة وأغنية «من عندك حبة» كلمات كامل الأسناوي ولحن محمد الحسيني و«شراع الحب» كلمات حسن علي محمود ولحن حلمي أمين و«بريء يا حبيبي» كلمات محمد علي أحمد وألحان جلال حرب وغيرها من أغنيات.
واشترك بالغناء مع محمد الصغير والمطربة رقية توفيق في الصورة الغنائية «باب التوبة» من تأليف عبد السلام أمين وتلحين إبراهيم عبد الله.
وقد طلب سعيد أبو السعد المسئول في القناة الأولى من الملحن محمد المصري أن يشرف موسيقياً على تقديم حلقات من برنامج «ركن الهواة» في الإسكندرية فقدّم مجموعة من المواهب في كل مجالات الغناء. قدّم المنولوجست أحمد الحبروت والمغني النوبي عكاشة إبراهيم والمنولوجست سيد نوفل والمطربة تحية زكي والمطرب عبد الرزاق إبراهيم والمنولوجست سيد الملاح الذي قدم من بور سعيد إلى الإسكندرية وعاش فيها بعض الوقت.
ثم كانت النقلة الكبيرة لعبد اللطيف التلباني عندما كتب له عبد السلام أمين أغنية "
إللي روحي معاه بتقولولي أنساه
بس أنساه إزاي
حد ينسى حياته، وقلبه فيه دقاته
تلحين محمد الموجي وغناها في حفل أضواء المدينة ليلة 23 أغسطس 1960 بدار سينما ريفولي، فأحدثت ضجة، وغناها الناس بعده في كل مكان، وكانت هذه بداية انتشاره. وبعدها تحمس له المذيع الكبير جلال معوض الذي كان يقدم ويشرف على حفلات أضواء المدينة فقدمه في أكثر من حفلة.
وغنّى «من فوق برج الجزيرة» كلمات حيرم الغمراوي وتلحين محمد الموجي.
وأغنية «خفة دمك مش على حد.. علشان طبعك دوغري وجد» من كلمات صلاح فايز وتلحين محمد فوزي.
وأغنية «عيونها الحلوة دي» كلمات كامل الأسناوي وتلحين بليغ حمدي.
وأغنية «همسة حايرة» من كلمات حسين توفيق وألحان رياض السنباطي
ولحن عبد اللطيف التلباني بعض الأغنيات منها:
السودان روحها مصر ومصر روحها السودان كلمات عبد الفتاح مصطفى.
وأغنية يا حلاوتك يا سمارة كلمات عبد المنعم السباعي.
و يا أسكندرية كلمات مصطفى البيلي
و هوايا هوايين وهي من كلمات حسن أبو عتمان
ومثل عبد اللطيف التلباني في خمسة أفلام هي:
· «نمر التلامذة» بطولة سميرة أحمد وأحمد رمزي وحسن يوسف ومحمد عوض ومن إخراج عيسى كرامة وعرض يوم أول نوفمبر 1964 .
· «حارة السقايين» بطولة شريفة فاضل ومحمد رشدي وأمين الهنيدي ومحمد عوض ومحمد رضا ومن إخراج السيد زيادة وعرض عام 1966.
· «غازية من سنباط» بطولة شريفة فاضل ومحمد عوض وسيد الملاح وشفيق جلال ومن إخراج السيد زيادة وعرض يوم أول يونيه 1967 .
· «جزيرة العشاق» بطولة زيزي البدراوي وسهير المرشدي ورشوان توفيق ومن إخراج حسن رضا وعرض عام 1968، وغنّى فيه عبد اللطيف التلباني من كلمات صلاح جاهين وتلحين سيد مكاوي ومحمد الموجي أغنيات:
«يا بحر يا أحمر وسعيد» و «سمكاية لابسة هدوم العيد» و«عطشان يا صبايا» و«أول ما نبدي القول».
· «درب اللبانة»، آخر أفلامه وهو من بطولته مع هناء ثروت وشاريهان وسعيد صالح وسعيد عبد الغني ومن إخراج إبراهيم البغدادي وعرض يوم 3 سبتمبر عام 1984.
والفيلم يحكي عن ممدوح (عبد اللطيف التلباني) الذي يحب ابنة خالته نادية (هناء ثروت) لكنها تتزوج صديقه غريب (سعيد عبد الغني) فيحزن ممدوح. ويقوم بكتابة استعراض ويقوم بتلحينه تشترك معه في الغناء والاستعراض ابنة خالته الثانية سعاد (شاريهان) التي تعلم أن ممدوح يحب أختها، فتخبرها بذلك، وتضيق نادية بانشغال زوجها عنها بأعماله، ويكتشف " غريب " شعور ممدوح نحو زوجته فيشك فيهما ويحاول حرق المسرح الذي سيعرض ممدوح فيه استعراضه، لكنه يكتشف مؤخراً أن زوجته تحبه وتخلص له، وكذلك ممدوح، فيعرض عن حرق المسرح، وينجح الاستعراض. ومن أغاني الفيلم: " يا دنيا طيري بينا " و " ما تسهرنيش ما تحيرنيش.
ومثل عبد اللطيف التلباني وغنّى للتليفزيون مسرحيات: «كلمة حب» و«محسن وزيزي» و «أنا وهو ومراتي».
وقام ببطولة وغناء الأوبريت «شارع النغم» مع المطربة مها صبري ومن إخراج محمد سالم وعرض عام 1974 .
وكان نجماً مشهورا من نجوم الغناء في كازينوهات شارع الهرم، وكازينوهات البحر في الإسكندرية، وهذا جعله يمتلك مبالغ كثيرة مكنته من إنتاج بعض أفلامه؛ ففي السينما أنتج فيلم «درب اللبانة» وفي التليفزيون أنتج فيلم «القلب لا يمتلك بالذهب».

## وفاته
عندما انتقل عبد اللطيف التلباني إلى القاهرة، سكن في التوفيقية، في عمارة مواجهة لمعهد الموسيقى العربية وفي الثاني من فبراير عام 1989 اختناق أثر الغاز هو وزوجته وأولاده والجيران أرادوا يهنئونه بحلول العيد في منزله فطرقوا كثيرا فلم يفتحوا فكسروا الباب وجدوه هو وزوجته وأولاده، وجاءت التحقيقات أن أحد ترك الغاز الطبيعي، وادي ذلك الي اختناقهم ووفاتهم. وكان تقرير مجلة الكواكب مستندا إلى لقاء مع المطربة أماني جادوا «شقيقة زوجة عبد اللطيف التلباني».

## أهم أغنياته
- اللي روحي معاه.
- من فوق برج الجزيرة.
- إفرحوا يا حبايب.
- سك الشباك.
- خد الجميل.
- أنتج بعض أفلامه السينمائية، والتلفزيونية، منها القلب لا يمتلك بالدهب.

## أفلامه
- درب اللبانة (1984).
- غازية من سنباط (1967).
- حارة السقايين (1966).
- نمر التلامذة (1964).
- جزيرة العشاق.
- فيلم عش الغرام من إخراج حلمي رفلة 1959.

## المسرح الغنائي
أوبريت شارع النغم مع المطربة مها صبري ومن إخراج محمد سالم 1974.

## مسرحيات للتليفزيون
- كلمة حب.
- محسن وزيزي.
- أنا وهيّ ومراتي.